# Walter Centeno
Wálter Centeno Corea (Palmar Sur, 1974. október 6. –) Costa Rica-i válogatott labdarúgó, edző.

## Pályafutása

### Klubcsapatban
Pályafutását a Deportivo Saprissa csapatában kezdte 1995-ben. A Costa Rica-i bajnokságot két alkalommal nyerte meg a Depotivoval (1997–98, 1998–99), majd hét szezont követően távozott. A 2002–03-as szezont a görög AÉK Athénban töltötte. 2003-ban visszatért a Deportivo Saprissahoz, ahol 2012-ig játszott. Ezalatt újabb bajnoki címeket szerzett. Az UNCAF-klubcsapatok kupáját két (1998. 2003), a CONCACAF-bajnokok kupáját (2005) egy alkalommal nyerte meg csapatával. A 2005-ös FIFA-klubvilágbajnokságon a harmadik helyet szerezték meg.

### A válogatottban
1995 és 2009 között 137 alkalommal szerepelt a Costa Rica-i válogatottban és 24 gólt szerzett. Ezzel ő a legtöbbször pályára lépő játékos a nemzeti csapatban. Bemutatkozására 1995 szeptember 27-én került sor egy Jamaica elleni barátságos mérkőzésen. 
Részt vett a 2002-es és a 2006-os világbajnokságon, az 1999-es, a 2001-es és a 2003-as és a 2007-es UNCAF-nemzetek kupáján, a 2000-es, a 2002-es, a 2003-as, a 2007-es és a 2009-es CONCACAF-aranykupán, illetve az 1997-es, a 2001-es és a 2004-es Copa Américan.

## Sikerei, díjai
Deportivo Saprissa
- Costa Rica-i bajnok (10): 1997–98, 1998–99, 2003–04, 2005–06, 2006–07, 2007 Apertura, 2008 Clausura-Invierno, Verano-Apertura 2008, Campeonato de Verano-Clausura 2010
- CONCACAF-bajnokok kupája (1): 2005
- UNCAF-klubcsapatok kupája (2): 1998, 2003
- FIFA-klubvilágbajnokság bronzérmes (1): 2005

Costa Rica
- Copa Centroamericana (3): 1999, 2003, 2007
- CONCACAF-aranykupa döntős (1): 2002

## Külső hivatkozások
- Walter Centeno – a FIFA adatbázisában
- Walter Centeno adatlapja a National-Football-Teams.com oldalon (angolul)

- Walter Centeno (angol nyelven). FootballDatabase.eu